# Tule del Sur
Tule del Sur är en bergskedja i Antarktis. Den ligger i Sydorkneyöarna. Argentina och Storbritannien gör anspråk på området.